# Zachodniopomorska Szkoła Biznesu w Szczecinie
Zachodniopomorska Szkoła Biznesu - Akademia Nauk Stosowanych (ZPSB ANS) – pierwsza niepubliczna uczelnia w Szczecinie i na terenie województwa zachodniopomorskiego. 
Powstała w 1989 roku, w 1993 roku została wpisana do rejestru uczelni niepublicznych. Zachodniopomorska Szkoła Biznesu jest instytucją non-profit, tzn. wszelkie ewentualne zyski przeznacza na rozwój uczelni.
Szkoła posiada również swoje wydziały zamiejscowe w innych miastach województwa: w Gryficach, Stargardzie i Świnoujściu.

## Kształcenie
Uczelnia oferuje studia I i II stopnia na czterech kierunkach: Ekonomia, Zarządzanie, Informatyka i Pedagogika, w tym studia w języku angielskim (IBS – International Business Studies) oraz w systemie e-learning.                  Prowadzi menadżerskie studia podyplomowe – ponad 20 kierunków – oraz profesjonalne studia Executive MBA. 

## Organizacje studenckie
- Studenckie Forum Business Center Club
- AIESEC
- Erasmus Student Network
- chór akademicki

## Działalność badawczo-rozwojowa

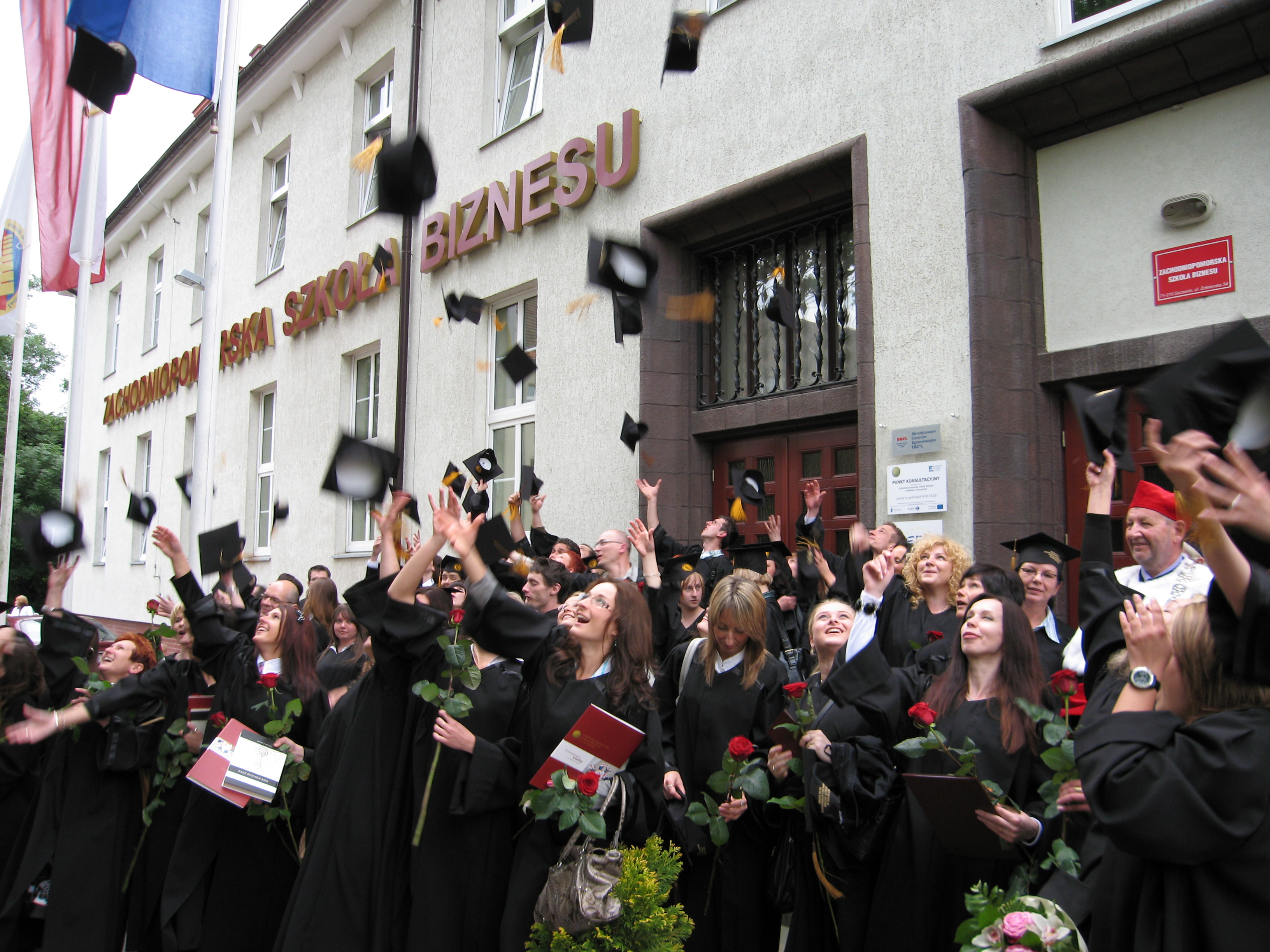
Absolwenci uczelni

Centrum Rozwoju Biznesu, założone w 1997 roku z inicjatywy British Know How Found for Poland i brytyjskiego konsorcjum International Resource Development, rozwija usługi szkoleniowe i doradcze na rzecz środowiska biznesowego na Pomorzu Zachodnim. Uczelnia prowadzi liczne projekty rozwojowe i badawcze o zasięgu regionalnym i ogólnopolskim, wiele z nich współfinansowanych ze środków Unii Europejskiej. W latach 2007–2013, w ZPSB zrealizowano łącznie 34 projekty badawczych i rozwojowych, w tym: 7 grantów czysto naukowych, 8 projektów badawczo-szkoleniowych we współpracy międzynarodowej oraz 19 projektów rozwojowych i szkoleniowych zrealizowanych ze środków unijnych.
Główne obszary aktywności to m.in. badania koniunkturalne, w tym tworzenie narzędzi do obserwacji koniunktury gospodarczej regionu, badania kondycji firm i gospodarstw domowych, badania startupów, analizy nowoczesnych modeli biznesowych, badania i symulacje rynku pracy, projekty wspierające współpracę nauki z biznesem, badania rozwojowe metod kształcenia dorosłych, szczególnie z wykorzystaniem e- i m-learningu.

## Poczet rektorów
- Wojciech Olejniczak (1993–2013)
- Aneta Zelek (2013–2021)
- Justyna Osuch-Mallett (od 2021)